# Engrenage (film)
Pour les articles homonymes, voir Engrenage (homonymie).
Pour plus de détails, voir Fiche technique et Distribution.
Engrenage est un film français réalisé par Ghislain Vidal et sorti en 1980.

## Fiche technique
- Titre : Engrenage
- Réalisation : Ghislain Vidal
- Scénario : Ghislain Vidal, Jean-Gérard Imbar et Henri Renand
- Photographie : Maurice Giraud
- Montage : Marie-Françoise Coquelet
- Musique : Éric Naudet
- Production : Cinemagnum Productions - Telecinevideo
- Pays d'origine :  France
- Durée : 90 minutes
- Date de sortie : France - 11 juin 1980[1]

## Distribution
- Pascal Naudin : Marc
- Chantal Pasquier : Stéphanie
- Gérard Dessalles : le capitaine Grandez
- Pierre Meyrand : Herrera
- Henri Lambert : Antoine Felli
- Michel Bedetti : Jeff Santi
- Robert Party : Hugues Dompierre
- Jean Parédès : Jacques Bhome
- Henry Renand : Alain
- François Maistre : Corbert
- Bernard Bauronne : Amiral Lespassera
- Patrice Melennec : Michel Berthot
- Jacques Galland : Laugier
- Gil Sauval : François de Clerc
- Gérard Sergue